# Andel’s

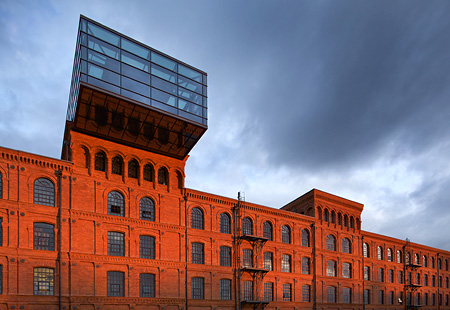
Hotel andel’s w Łodzi

andel’s – sieć hoteli czterogwiazdkowych zlokalizowanych głównie w Europie Środkowej wchodząca w skład grupy hotelowej Vienna House.

## Hotele andel’s w Polsce
- Łódź – Andel’s Hotel Łódź w Centrum Manufaktura
- Kraków – andel’s Hotel Cracow na Nowym Mieście